# Skrabské
Skrabské és un poble i municipi d'Eslovàquia. Es troba a la regió de Prešov, al nord del país.

## Història
La primera referència escrita de la vila data del 1321.

## Demografia
| Godina             | 1994 | 2004    | 2014   | 2024   |
| ------------------ | ---- | ------- | ------ | ------ |
| Nombre de persones | 638  | 733     | 786    | 773    |
| Diferència         |      | +14,89% | +7,23% | −1,65% |

| Godina             | 2023 | 2024   |
| ------------------ | ---- | ------ |
| Nombre de persones | 756  | 773    |
| Diferència         |      | +2,24% |